# Doppelgangland
Doppelgangland es el decimosexto episodio de la tercera temporada de Buffy the Vampire Slayer. Revisita la idea de universos paralelos creada en el episodio nueve, El deseo, en el que Buffy nunca llega a Sunnydale y los vampiros dominan la ciudad. Cuando Anya intenta ganar otra vez sus poderes, accidentalmente trae a la versión vampírica de Willow al universo en el que viven.

## Argumento
Cansada de vivir como mortal, Anyanka (Emma Caufield) habla con un demonio llamado D'Hoffryn (Andy Umberger), el señor de los demonios de la venganza. Ella quiere recuperar su centro de poder, pero éste no tiene intención de ayudarla. Mientras, Willow (Alyson Hannigan) acude a la oficina del director Snyder (Armin Shimerman), donde la espera un estudiante, Percy West (Ethan Erickson), que forma parte del equipo de baloncesto del instituto y tiene problemas con la asignatura de historia. El director pretende que Willow sea su tutora, pero Percy quiere que ella haga todo el trabajo. Willow está cansada de ser la buena chica que hace todo lo que le mandan y Anya habla con ella para hacer un hechizo y recuperar un collar que es una reliquia familiar. Cuando ambas hacen el hechizo, algo sale mal y Willow tiene visiones del universo alternativo en el que los vampiros dominaban Sunnydale, fruto de un deseo de Cordelia.
La Willow vampira de la dimensión alternativa despierta en la fábrica vacía, traída allí por el hechizo, y se aventura por las calles de Sunnydale. Se dirige al Bronze pero todo es distinto. Percy le amonesta y acaba siendo arrojado sobre la mesa de billar, donde lo agarra por el cuello y trata de estrangularlo, pero Xander (Nicholas Brendon) la irrumpe. Willow se da cuenta de que Xander está vivo y reconoce a Buffy como la Cazadora. Cuando trata de detenerla, Buffy ve su rostro de vampiro. Fuera del Bronze es atacada por dos vampiros enviados por el alcalde, que acaban trabajando para ella a fin de restaurar el caos en Sunnydale.
En la biblioteca, Giles (Anthony Head), Buffy y Xander lamentan lo sucedido cuando Willow entra. Parece que tiene una gemela malvada. En el Bronze, Ángel habla con Oz (Seth Green): está buscando a Buffy. La Willow vampiro y sus nuevos seguidores irrumpen y Anya le aclara que hay una Willow que es la única, que puede hacerla regresar a donde pertenece. Cuando Ángel llega a la biblioteca queda confundido al ver a la chica. Giles, Buffy, Xander y Ángel deciden acudir al Bronze. Willow quiere recoger la pistola tranquilizante, pero se encuentra con la Willow Vampiro y acaba en la jaula. Se cambian la ropa, para que la auténtica Willow se infiltre en el Bronze y engañe a los vampiros, de forma que salgan uno a uno y puedan acabar con ellos. Pero Cordelia, que no sabe lo sucedido, la encuentra en la jaula y libera a la Willow vampira, quien la persigue y acorrala, aunque finalmente Wesley (Alexis Denisof) logra alejarla.
En el Bronze, los vampiros descubren que están siendo engañados y que están viendo a la auténtica Willow. Hay una pelea y acaban atrapando a Willow, dispuestos a devolverla a su dimensión. Pero la Willow vampiro aparece justo cuando es atrapada por Oz y convertida en cenizas.
Al día siguiente, en el instituto, Willow está preocupada por su lado perverso y decide no salir a divertirse, pero cambia de opinión cuando Percy aparece con sus deberes de historia hechos y le regala una manzana.

## Reparto

### Personajes principales
- Sarah Michelle Gellar como Buffy Summers.
- Nicholas Brendon como Xander Harris.
- Alyson Hannigan como Willow Rosenberg.
- Charisma Carpenter como Cordelia Chase.
- David Boreanaz como Angelus.
- Seth Green como Oz.
- Anthony Stewart Head como Rupert Giles.

### Apariciones especiales
- Harry Groener como Alcalde Richard Wilkins.
- Alexis Denisof como Wesley Wyndam-Pryce.
- Emma Caulfield como Anya.
- Ethan Erickson como  Percy West.
- Eliza Dushku como Faith Lehane.
- Armin Shimerman como Principal R. Snyder

### Personajes secundarios
- Jason Hall como Devon MacLeish.
- Michael Nagy como Alfonse.
- Andy Umberger como D'Hoffryn.
- Megan Gray como Sandy.
- Norma Michaels como Anciana.
- Corey Michael Blake como Waiter.
- Jennifer Nicole como Doble de cuerpo de Willow.

## Producción

### Guion
Este episodio fue escrito específicamente para el personaje malvado que interpreta a la otra Willow, ya que según Whedon es un personaje que le gusta.[cita requerida]
La homosexualidad de Willow es tratada muy superficialmente en el siguiente diálogo que se produce en la biblioteca entre Ángel y la misma Willow.

Willow: Es horrible. ¿Esa soy yo como vampiro? Quiero decir, soy tan mala y además creo que soy un poco gay.

Buffy: Willow solo recuerda que la personalidad de un vampiro no tiene nada que ver con la de la persona que era.

Angel: Bueno, de hecho — [Buffy mira hacia él] — es un tema interesante.
Diálogo, Buffy the Vampire Slayer

### Título
El título del episodio está tomado del término Doppelganger, un término alemán para definir al doble de una persona viva y gangland un término asociado al crimen organizado.

### Música
- Christophe Beck - «Alternate Willow»
- K's Choice - «Virgin state of mind»
- Spectator Pump - «Priced 2 move»